# Токшейков, Ялпай
Ялпай Токшейков (начало XVII века) — марийский сотник.
Управлял Южской волостью Царевосанчурского уезда. Руководитель повстанческого отряда. В начале августа 1610 года пермский воевода И. Чемоданов в отписке вятскому воеводе Д. Ю. Пушечникову сообщал, что

собралось-де в Санчурском уезде в Юж волости воров санчурской черемисы тысячи с две, а голова-де у них Юж волости сотник черемисской Елпай Токшейков.
О дальнейших действиях отряда сведений не сохранилось.